# Shetland Sheepdog
De Shetland Sheepdog, of Sheltie, is een hondenras.

## Geschiedenis
De Sheltie is afkomstig van de Shetlandeilanden in het noordoosten van Schotland. De hond is een kruising van de Collie, met de Groenlandse hond en de kingcharlesspaniël. In 1914 is het ras erkend door de Kennel Club te Engeland.

## Uiterlijk
De Sheltie heeft een schofthoogte van 35,5 cm voor de teefjes tot 37 cm voor de reutjes en een gewicht voor reuen binnen de standaardmaten 7 - 9,5 kg en voor teven 6 - 8,5 kg. Er zijn raszuivere Shelties die aanmerkelijk groter en zwaarder zijn en meer op hun soortgenoot de Collie lijken.
Het is een kleine langharige hond. De vacht bestaat uit lang dekhaar en een dichte ondervacht.
Vachtkleuren zijn:
- Sable: Zandkleur (ook wel goudkleurig genoemd) tot mahoniekleurig, al dan niet met zwarte haarpunten, wat darksable wordt genoemd en voortkomt uit de combinatie tricolour & sable.
- Tricolour (driekleurig): geheel zwart, met tankleurige aftekeningen op de kop en poten en witte kraag of bles. Tricolour mag gecombineerd worden met zowel sable, blue merle, tricolour en zwart-wit.
- Blue merle: blauwe (zilverkleur of grijs) ondergrond met zwarte vlekjes en tankleurige aftekening in expressie en op poten.
- Zwart/wit: Zwart/wit is het mooiste als deze een witte kraag heeft met witte poten en witte staartpunt.
- Bi-Blue: Zie uitleg van de Blue Merle. De Bi-Blue heeft geen bruine/tankleurige aftekeningen.

Blue merle X Blue merle fokken is niet toegestaan in Nederland, dit geldt ook voor de Sable X Blue merle. In België daarentegen is Blue merle X Sable wel toegelaten.

## Karakter
De Shetland Sheepdog is intelligent, slim, trouw aan zijn baas, aanhankelijk, gehoorzaam en vrolijk. Hij heeft een groot uithoudingsvermogen en is redelijk gehard. Shelties zijn in het algemeen terughoudend naar vreemden. Ze zijn goed geschikt voor verschillende hondensporten.

## Opvoeding
De Sheltie is goed op te voeden, maar heeft een eigen wil. Hij is graag buiten bezig en is ondernemend en slim. Het is belangrijk, zoals bij alle honden, dat ze gesocialiseerd worden vanaf het moment dat ze geboren worden en vanaf het moment dat ze met acht weken bij de eigenaar komen.

## Beweging
Zoals veel hondenrassen hebben Shelties voldoende beweging nodig. Om ze fit te houden is minimaal twee keer per dag een lange wandeling en veel andere activiteit noodzakelijk.